# Ptesiomyia microstoma
Ptesiomyia microstoma är en tvåvingeart som beskrevs av Brauer och Julius Edler von Bergenstamm 1893. Ptesiomyia microstoma ingår i släktet Ptesiomyia och familjen parasitflugor. Inga underarter finns listade i Catalogue of Life.